# Lee Evans (Footballspieler)
Lee Evans (* 11. März 1981 in Sandusky, Ohio) ist ein ehemaliger US-amerikanischer American-Football-Spieler auf der Position des Wide Receivers. Er spielte für die Buffalo Bills und Baltimore Ravens in der National Football League (NFL).

## Karriere
Evans spielte College Football für die Badgers der University of Wisconsin–Madison, bevor die Bills ihn als 13. Spieler in der NFL Draft 2004 auswählten und unter Vertrag nahmen.
Er konnte sich schon in seinen ersten Spielzeiten als erfolgreichster Spieler der Bills auf seiner Position durchsetzen. Bis zum Ende der Saison 2007 gelangen ihm in 64 Spielen 233 gefangene Pässe, 3.727 Yards Raumgewinn und 29 Touchdowns. 2006 konnte er alleine in einem Spiel gegen Houston 265 Yards Raumgewinn erzielen, was ein Teamrekord ist und zu diesem Zeitpunkt die elftbeste Einzelleistung in dieser Kategorie der NFL-Geschichte war.